# Sparkasse Westholstein
Die Sparkasse Westholstein ist eine öffentlich-rechtliche Sparkasse mit Sitzen in Itzehoe und Heide in Schleswig-Holstein. Ihr Geschäftsgebiet erstreckt sich über den gesamten Kreis Steinburg sowie Teile von Dithmarschen und Rendsburg-Eckernförde.

## Organisationsstruktur
Die Sparkasse Westholstein ist eine Anstalt des öffentlichen Rechts. Rechtsgrundlagen sind das Sparkassengesetz für Schleswig-Holstein und die durch den Verwaltungsrat der Sparkasse erlassene Satzung. Organe der Sparkasse sind der Vorstand und der Verwaltungsrat.
Träger der Sparkasse Westholstein ist der Zweckverband Sparkasse Westholstein. Dem Zweckverband gehören 106 Städte und Gemeinden, der Zweckverband Verbandssparkasse Meldorf (44 Mitgliedsgemeinden), der Sparkassenzweckverband Landsparkasse Schenefeld (9 Mitgliedsgemeinden) sowie die Stiftung ehemalige Sparkasse in Glückstadt als Mitglieder an.

## Geschäftsausrichtung
Die Sparkasse Westholstein betreibt als Sparkasse das Universalbankgeschäft. Sie ist Marktführer in ihrem Geschäftsgebiet. Die Sparkasse Westholstein wies im Geschäftsjahr 2024 eine Bilanzsumme von 4,549 Mrd. Euro aus und verfügte über Kundeneinlagen von 3,474 Mrd. Euro. Gemäß der Sparkassenrangliste 2024 liegt sie nach Bilanzsumme auf Rang 109. Sie unterhält 35 Filialen/Selbstbedienungsstandorte und beschäftigt 588 Mitarbeiter.

## Geschichte
Die Sparkasse Westholstein bildete sich im Jahr 2003 aus dem Zusammenschluss der Sparkasse in Steinburg mit Sitz in Itzehoe und der Alten Marner Sparkasse/Dithmarscher Kommunalbank mit Sitzen in Marne und Heide.
Zum 1. Juli 2008 wurde die Verbandssparkasse Meldorf mit Sitz in Meldorf durch Fusion aufgenommen. 
Zum 1. Juli 2011 wurde schließlich die Landsparkasse Schenefeld mit Sitz in Schenefeld eingegliedert.

## Sparkassen-Finanzgruppe
Die Sparkasse Westholstein ist Teil der Sparkassen-Finanzgruppe und gehört damit auch ihrem Haftungsverbund an. Er sichert den Bestand der Institute und sorgt dafür, dass sie auch im Fall der Insolvenz einzelner Sparkassen alle Verbindlichkeiten erfüllen können. Die Sparkasse vermittelt Bausparverträge der regionalen Landesbausparkasse, offene Investmentfonds der Deka und Versicherungen der Provinzial NordWest. Im Bereich des Leasing arbeitet die Sparkasse Westholstein mit der  Deutschen Leasing zusammen. Die Funktion der Sparkassenzentralbank nimmt die NordLB wahr.